# Renée Bordereau
Pour les articles homonymes, voir Bordereau.
Renée Bordereau, dite l'Angevin, née le 4 juin 1770 à Soulaines-sur-Aubance et morte le 20 juillet 1822 à Yzernay, est une combattante lors des guerres de Vendée. Elle combat habillée en homme dans l'Armée catholique et royale.
Sa tête mise à prix, arrêtée sous Napoléon en 1809 alors qu'elle continue les combats clandestins, elle est envoyée en prison à Angers, puis au Mont Saint-Michel jusqu'en 1814. Elle est décorée de l'ordre du Lys en 1815 de la main du duc de Berry, et écrit ses mémoires en 1814 sur demande de Madame de la Rochejaquelein et Madame de Chastellux. Lors des Cent-Jours, la police de Napoléon la suspecte encore de vouloir attenter à la vie de l'empereur.

## Biographie

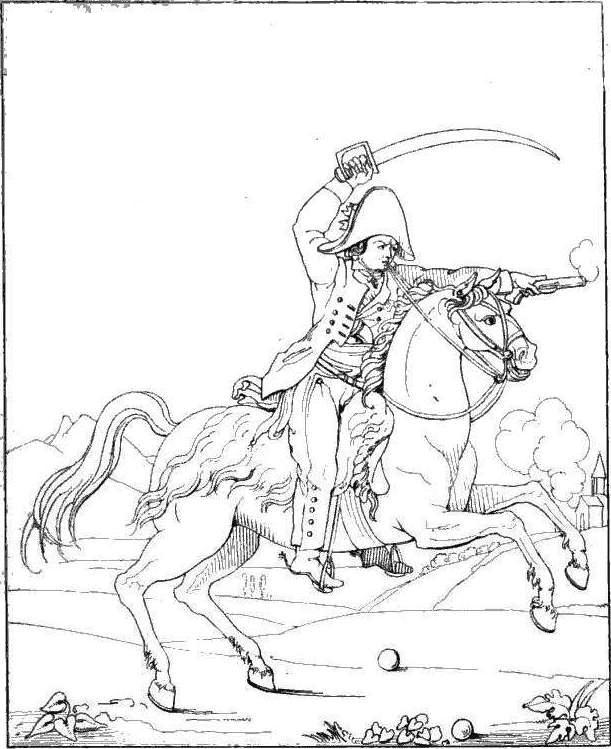
Renée Bordereau, dite l'Angevin.

Née à Soulaines-sur-Aubance, dans le hameau des Baluères, le 4 juin 1770 dans un milieu modeste, Renée Bordereau vit sa famille décimée sous la Terreur, ayant selon elle, perdu jusqu'à 42 de ses proches. Avec deux de ses frères et 500 hommes de sa paroisse, ayant vu son propre père massacré sous ses yeux, elle acheta un fusil à deux coups et, s'étant vêtu en homme, s'engagea dans les guerres de Vendée, jurant de combattre jusqu'à "la mort ou la victoire".
Elle prit d'abord le nom de son frère Hyacinthe, mais ses compagnons l'appelèrent Langevin, pseudonyme sous lequel elle devint célèbre. Son premier fait d'armes fut la prise de Cholet sous les ordres de Lescure. Elle participa alors à l'ensemble des guerres de Vendée : Saint-Florent-le-Vieil, Fontenay, Saumur, Angers, Nantes où elle combattit à cheval comme à pied, souvent au corps à corps et à l'arme blanche. Blessée d'une balle à la jambe à Martigné-Briand, elle reprenait le combat quelques jours après et tuait encore 11 hussards à Vihiers.
Après la défaite de Savenay et la déroute de la virée de Galerne, Renée se cacha pendant deux mois, et commença une guerre de partisans, avec harcèlement des armées républicaines, en compagnie d'une petite bande d'une quinzaine de cavaliers, qui parvinrent ainsi à libérer à plusieurs reprises de nombreux prisonniers. Ils rejoignirent ensuite Stofflet pour de plus grandes opérations.
Après la signature de la paix, en 1795, Renée Bordereau fut faite prisonnière à plusieurs reprises, mais parvint à échapper aux gendarmes en reprenant parfois ses habits de femme, menant pendant deux ans une vie de fugitive, sa tête étant mise à prix pour 40 000 francs. Renée Bordereau fit la guerre de 1799, mais, travaillant de nuit pour assurer son existence, elle fut capturée en 1804 à Argenton[Lequel ?], accusée d'avoir violé la fille d'un brigadier : mais révélant sa simple identité de femme, elle fut innocentée et relâchée, sans avoir eu à dire qu'elle était Renée Bordereau.
Malgré l'aide de plusieurs maires locaux, pourchassée, refusant de reconnaître les prêtres du Concordat, elle fut arrêtée à Beaupréau en 1809 et fut conduite au château d'Angers où elle fut enfermée pendant trois ans dans des conditions parfois affreuses. Ayant creusé un trou dans sa cellule, elle comptait sauter un mur de "plus de soixante pieds" ; mais le trou fut découvert et Renée transférée au Mont Saint-Michel où elle resta encore deux ans, n'étant libérée que par le retour de Louis XVIII en France et la fin du règne de Napoléon. 

## Les archétypes historiographiques de Renée Bordereau
Nous ne connaissons de Renée Bordereau que ce qu'elle veut bien raconter d'elle dans ses mémoires aux débuts de la Restauration ; de ce fait, l'image qu'elle a laissée est celle qu'elle a bien voulu se construire dans ses mémoires, desquels nous dépendons fortement ; elle est cependant citée aussi par Madame de Lescure dans ses propres mémoires comme une femme intrépide.
Habillée en homme, catholique et royaliste, la combattante Renée Bordereau a laissée d'elle une image proche de celle de Jeanne d'Arc de laquelle elle se différencie toutefois du fait qu'elle célèbre elle-même les nombreux morts dont elle fut responsable et se plaît à énumérer les exécutions, ayant ainsi laissé le souvenir d'une femme courageuse mais acharnée, parfois sans pitié. Les révolutionnaires eurent tôt fait de bâtir, à partir des faits et gestes de Renée Bordereau, l'image des femmes vendéennes ignorantes fanatisées par les prêtres insermentés, appelées "brigandes". Ce qui est loin d'être le cas, Renée Bordereau ayant un caractère très indépendant
.

## Quelques faits d'armes héroïques
Renée Bordereau se glorifie dans ses mémoires de quelques faits mémorables.
- À Luçon, le 14 août 1793, elle reçoit une balle au-dessous de l'oreille et son cheval meurt sous elle, mais elle parvient à se retrancher et à tuer encore 6 hommes.

- À Doué-la-Fontaine, ses conseils au général Stofflet pour soutenir une éventuelle retraite sauve environ 400 soldats ; elle parvient alors à faire retraite en emmenant avec elle un blessé jusqu'à Beaulieu.

- « Je me suis ensuite trouvée  à Saint Lambert, où l'ennemi était campé sur les coteaux de Beaulieu, proche le pont Barré ; ... j'en attrapai quatre que je tuai de ma propre main. L'un d'eux avait un enfant d'environ six mois enfilé dans sa baïonnette avec deux poulets... En arrivant auprès de la Loire, je détruisis cinq de mes ennemis et, en finissant ma journée, je cassai mon sabre sur la tête du dernier, dans la rue des Ponts de Cé.. À moi seule, j'en tuai 21 ce jour-là... Là, nous avons mangé la soupe et les deux poulets que j'avais pris au quatrième républicain dont je m'étais emparé à Saint Lambert comme je l'ai dit et qui portait aussi un enfant à la même baïonnette. »

- non loin de Laval, pendant la virée de Galerne, blessée au bras par un coup d'épée, elle s'entraîne pour tirer de la main gauche et s'entête à continuer les combats à l'avant-garde malgré les tergiversations du général Stofflet, ce qui lui permet d'aller délivrer, plusieurs jours après, 450 prêtres enfermés au Mont Saint-Michel.

- en 1794, après qu'elle eut protégé, menant 200 hommes avec elle, les populations de la Pommeraye, Chalonnes-sur-Loire et Saint-Laurent, ceux-ci veulent la nommer commandant, ce qu'elle refuse en disant qu'elle ne s'en estime pas capable.

## Regards contemporains
« Une de l'armée de Bonchamps suivait son père ; on prétend que l'ayant vu tomber dans une affaire aux Ponts-de-Cé, elle fut si animée à la vengeance qu'elle tua dix-neuf hommes de sa main. Elle était d'une taille ordinaire et fort laide. Un jour, à Cholet, on me la montra : « Remarquez ce soldat qui a des manches d'une autre couleur que sa veste, c'est une fille qui se bat comme un lion. » Elle s'appelait Renée Bordereau, dite l'Angevin, et servait dans la cavalerie ; son incroyable valeur était célèbre dans toute l'armée. Elle vit encore et a fait les trois guerres avec la plus éclatante bravoure. »

— Mémoires de Victoire de Donnissan de La Rochejaquelein, édition originale.